# Auwch Award
De Auwch Award is een voormalige jaarlijkse prijs die werd uitgereikt door de Belgische vrouwenraad. Deze werd van 2011 tot en met 2018 uitgereikt aan organisatie of personen voor hun vrouwonvriendelijkheid. De prijs is een cactus.

## Edities
- 2011 - Bent Goorman
- 2012 - Tom Heremans, journalist
- 2013 - De 'kluspoezen' van Gamma
- 2014 - Regering-Michel I - andere genomineerden: Karel Van Eetvelt, jury van de Slimste mens ter wereld[1]
- 2016 - Koninklijke Belgische Zwembond - andere genomineerden: Fernand Huts, Bicky[2]
- 2017 - Koninklijke Belgische Voetbalbond - andere genomineerden: Kinepolis, DVRental[3]
- 2018 - Het Rekenhof [4]